# 周瑜茹
 周瑜茹，臺灣女性新聞主播記者，曾任台視新聞台、三立iNEWS主播；2023年7月加入鏡電視新聞台。現任鏡電視新聞台《早安進行式》主播、氣象主播。

## 學歷
世新大學口語傳播學系畢業

## 經歷
- TVBS新聞台生活組記者
- 中天新聞產生中心記者
- 台視新聞台生活組記者、主播、氣象主播[1]
- 三立iNEWS記者、主播

## 播報時段
- 鏡電視新聞台整點新聞。
- 鏡電視新聞台《早安進行式》主播、《午間新聞》氣象主播。[2]

## 外部連結
- 鏡新聞主播—周瑜茹
- 周瑜茹的Facebook專頁